# Medlov (district d'Olomouc)
Pour les articles homonymes, voir Medlov.
Medlov (en allemand : Meedl) est une commune du district et de la région d'Olomouc, en République tchèque. Sa population s'élevait à 1 684 habitants en 2023.

## Géographie
Medlov se trouve à 4,5 km à l'ouest-nord-ouest d'Uničov, à 25,5 km au nord-nord-est d'Olomouc, à 74 km au nord-est de Brno et à 192 km à l'est-sud-est de Prague.
La commune est limitée par Klopina et Troubelice au nord, par Uničov à l'est au sud-est, par Červenka et Bílá Lhota au sud, et par Moravičany, Stavenice et Úsov à l'ouest.

## Histoire
La première mention écrite de la localité date de 1315.

## Administration
La commune se compose de quatre sections :
- Medlov
- Hlivice
- Králová
- Zadní Újezd

## Galerie

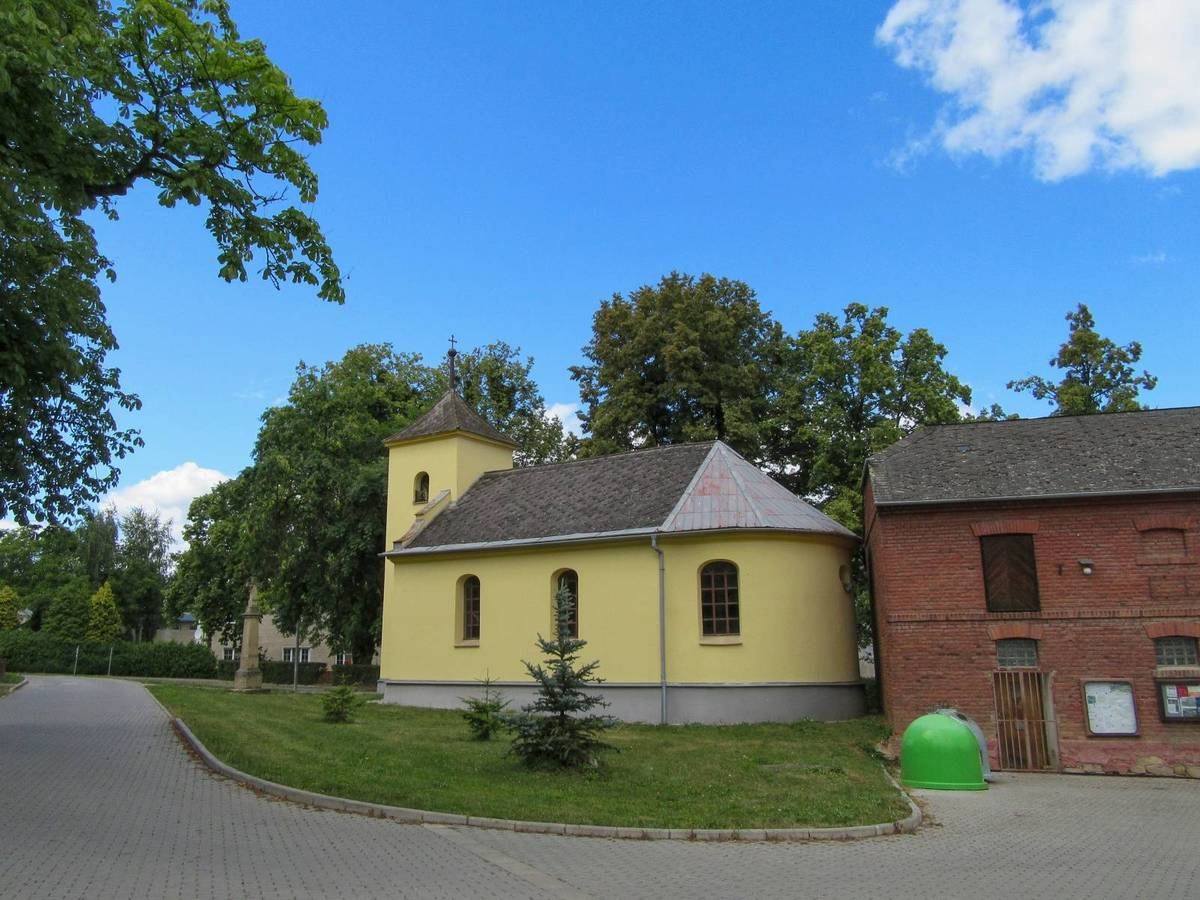
Chapelle Saint-Antoine de Padoue à Hlivice.
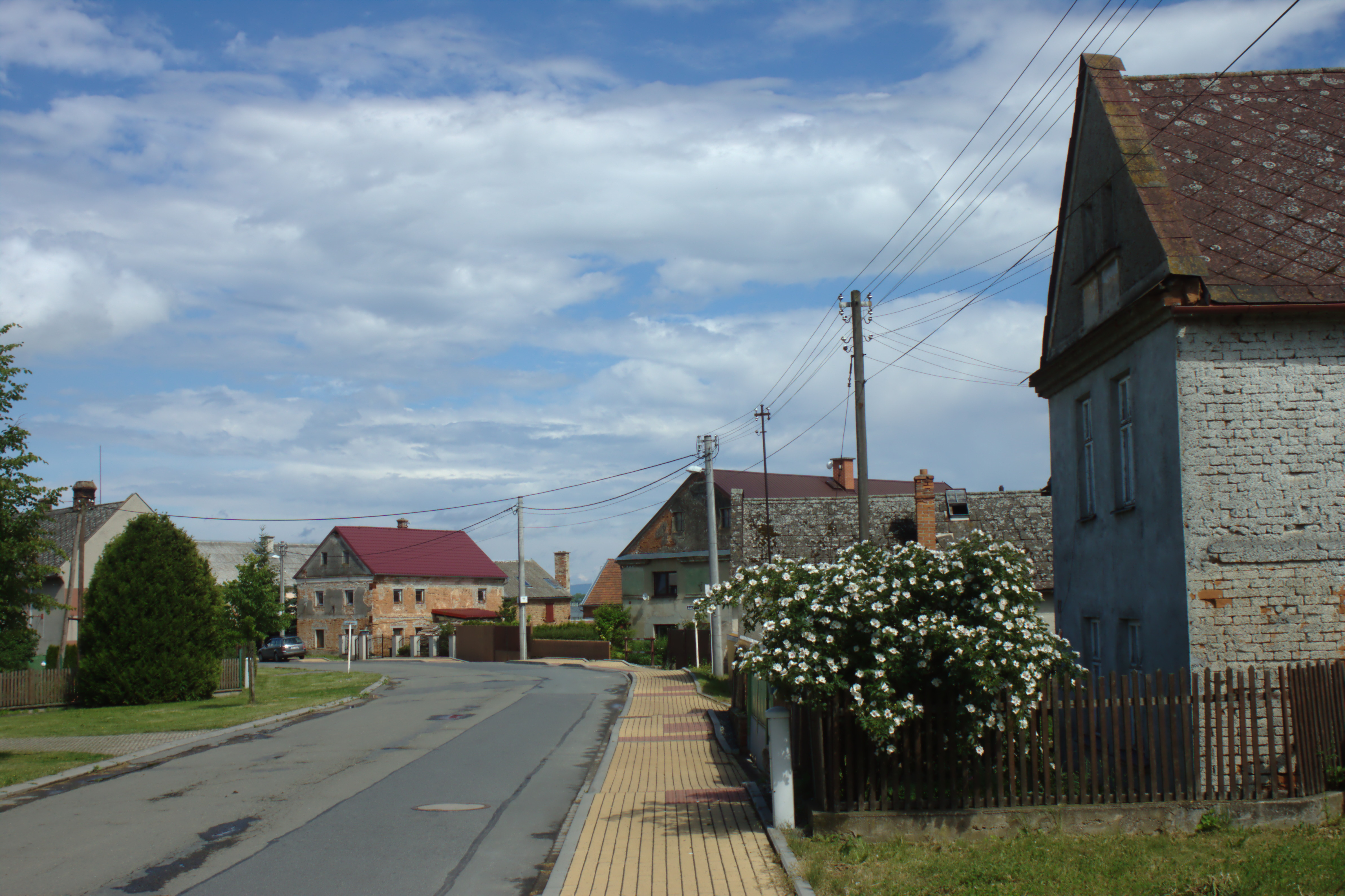
Rue de Králová.

## Transports
Par la route, Medlov se trouve à 5,3 km d'Uničov, à 29 km d'Olomouc et à 223 km de Prague.